# جون غيلمور
جون غيلمور (بالإنجليزية: John Gilmore (representative))‏ (و. 1780 – 1845 م)هو سياسي، ومحامي من الولايات المتحدة الأمريكية . تولى منصب عضو مجلس نواب بنسلفانيا .
وهو عضو في الحزب الديمقراطي الأمريكي .